# Llanobius paucispinus
Llanobius paucispinus är en mångfotingart som beskrevs av Chamberlin och Stanley B. Mulaik 1940. Llanobius paucispinus ingår i släktet Llanobius och familjen stenkrypare. Inga underarter finns listade i Catalogue of Life.